# Danielle Brooks
Danielle Brittany Brooks (North Augusta, 17 settembre 1989) è un'attrice e cantante statunitense.
Dopo la laurea alla Juilliard School, nel 2013 Brooks entra nel cast della serie televisiva Orange Is the New Black, venendo riconosciuta con il cast con quattro Screen Actors Guild Award. Nel 2015 viene scelta nella produzione di The Color Purple di John Doyle a Broadway, ottenendo una candidatura al Tony Award alla miglior attrice non protagonista in un musical e venendo riconosciuta con un Theatre World Award. Grazie alla sua partecipazione all'album tratto dal musical vince inoltre il Grammy Award al miglior album di un musical teatrale.
Nell'ambito televisivo recita e produce Robin Roberts Presents: Mahalia, ricevendo una candidatura ai Primetime Emmy Award per il migliore film per la televisione, mentre dal 2022 è presente nel cast della serie televisiva Peacemaker e presenta il reality show Instant Dream Home, ottenendo una candidatura ai Daytime Emmy Awards. Nel 2023 viene scelta nel cast del riadattamento cinematografico Il colore viola interpretando Sofia, ruolo che le vale una candidatura al Golden Globe, al Premio BAFTA, allo Screen Actors Guild Award e al Premio Oscar come miglior attrice non protagonista.

## Biografia
Nata ad Augusta, nello stato federate della Georgia, è cresciuta nella Carolina del Sud in una famiglia cristiana; il padre era un diacono protestante e impiegato presso BMW mentre la madre un ministro della chiesa e maestra. Iniziando a manifestare interesse per il teatro sin dall'infanzia, negli ultimi due anni di liceo ha frequentato la South Carolina Governor's School for the Arts & Humanities. Successivamente si è trasferita a New York dove ha studiato recitazione alla Juilliard School, diplomandosi nel 2011.
Dopo aver solto ruoli minori in alcune produzioni teatrali, nel 2013 viene scritturata nel cast della serie televisiva Orange Is the New Black, in cui interpreta il ruolo di Tasha "Taystee" Jefferson, rimanendovi sino alla chiusura della serie nel 2019. Il ruolo fa ottenere all'attrice lo Young Hollywood Award alla miglior attrice emergente e quattro Screen Actors Guild Award per il miglior cast in una serie commedia, oltre che tre candidature ai NAACP Image Award e una ai Satellite Award per la sua interpretazione. Parallelamente, tra il 2014 e il 2015 Brooks recita nei film Gli invisibili (Time Out of Mind) e I Dream Too Much, e appare in ruoli minori nelle serie Girls e Master of None.
Nel 2015 ha debuttato al Bernard B. Jacobs Theatre di Broadway nel musical The Color Purple, diretto da John Doyle con Cynthia Erivo e Jennifer Hudson, interpretando Sofia sino al 2017, ottenendo il plauso della critica. Per la sua performance è stata candidata al Tony Award alla miglior attrice non protagonista in un musical e ha viene riconosciuta con un Theatre World Award. Dal musical viene tratta la colonna sonora The Color Purple (New Broadway Cast Recording), con cui vince il Grammy Award al miglior album di un musical teatrale.
Nel 2016 viene scelta come doppiatrice del film della Sony Pictures Imageworks Angry Birds - Il film, mentre nel 2017 viene scritturata nel film Sadie. Nel 2019 recita nei film Clemency e Verrà il giorno... (The Day Shall Come) di Chris Morris. Nello stesso anno torna a teatro recitando in Molto rumore per nulla al Delacorte Theater di New York, sotto la regia di Kenny Leon, e in Ain't Too Proud Imperial Theatre di Broadway.
Nel 2021 produce e recita in Robin Roberts Presents: Mahalia sotto la direzione di Kenny Leon, ottenendo il plauso della critica, e ricevendo una candidatura ai Primetime Emmy Award per il migliore film per la televisione, oltre che ai Satellite Award e NAACP Image Award. Dal 2022 ha interpreta Leota Adebayo nella serie TV del DC Extended Universe Peacemaker, ricevendo una candidatura ai Critics' Choice Super Awards e ai Saturn Award. Nello stesso anno presenta il reality show Instant Dream Home - Case da trasformare per Netflix, ottenendo una candidatura ai Daytime Emmy Awards. Nel 2023 è nel cast della seconda trasposizione cinematografica de Il colore viola di Blitz Bazawule, recitando con Fantasia Barrino, Taraji P. Henson, Colman Domingo e Halle Bailey, in cui recita nuovamente nel ruolo di Sofia, ricevendo una candidatura ai Golden Globe come migliore attrice non protagonista.

## Filmografia

### Cinema
- Gli invisibili (Time Out of Mind), regia di Oren Moverman (2014)
- I Dream Too Much, regia di Katie Cokinos (2015)
- Sadie, regia di Megan Griffiths (2018)
- Clemency, regia di Chinonye Chukwu (2019)
- Verrà il giorno... (The Day Shall Come), regia di Chris Morris (2019)
- Eat Wheaties! , regia di Scott Abramovitch (2020)
- Il colore viola (The Color Purple), regia di Blitz Bazawule (2023)
- Un film Minecraft, regia di Jared Hess (2025)

### Televisione
- Orange Is the New Black – serie TV, 89 episodi (2013-2019)
- Girls – serie TV, episodio 3x01 (2014)
- Master of None – serie TV, episodi 1x04-2x02-2x10 (2015-2017)
- High Maintenance – serie TV, episodio 2x03 (2018)
- Social Distance – serie TV, episodio 1x3 (2020)
- Sarah Cooper: Everything's Fine – speciale TV (2020)
- Robin Roberts Presents: Mahalia – film TV, regia di Kenny Leon (2021)
- Peacemaker – serie TV (dal 2022)
- Instant Dream Home - Case da trasformare, 8 episodi – serie TV (2022) presentatrice

### Doppiatrice

#### Cinema
- Angry Birds - Il film (The Angry Birds Movie), regia di Clay Kaytis (2016)

#### Televisione
- Rapunzel: La serie (Tangled: The Series) – serie TV, episodio 1x13 (2017)
- Elena di Avalor (Elena of Avalor) – serie TV, episodio 2x14 (2018)
- Close Enough – serie TV (2020-2022)
- Karma's World – serie TV (2021-2022)

## Teatro
- Rent, libretto e colonna sonora di Jonathan Larson, regia di Devanand Janki. Hangar Theatre di Ithaca (2009)
- Il servitore di due padroni di Carlo Goldoni, regia di Christopher Bayes. Lansburgh Theatre di Washington (2012)
- The Color Purple , libretto di Marsha Norman, colonna sonora di Brenda Russell, Allee Willis e Stephen Bray, regia di John Doyle. Bernard B. Jacobs Theatre di Broadway (2015-2017)
- Molto rumore per nulla di William Shakespeare, regia di Kenny Leon. Delacorte Theater di New York (2019)
- Ain't Too Proud, libretto di Dominique Morriseau, colonna sonora di The Temptations, regia di Des McAnuff. Imperial Theatre di Broadway (2019)
- The Piano Lesson di August Wilson, regia di LaTanya Richardson. Ethel Barrymore Theatre di Broadway (2022-2023)

## Discografia

### Singoli
- 2019 – Black Woman

### Colonne sonore
- 2017 – The Color Purple (New Broadway Cast Recording)

## Riconoscimenti

### Cinema e televisione
- Premio Oscar
  - 2024 –Candidatura alla migliore attrice non protagonista per Il colore viola[29]
- Golden Globe
  - 2024 – Candidatura alla miglior attrice non protagonista per Il colore viola[30]
- BAFTA[31]
  - 2024 – Candidatura alla migliore attrice non protagonista per Il colore viola[32]
- Daytime Emmy Awards
  - 2023 – Candidatura al miglior presentatore di un programma diurno per Instant Dream Home
- Primetime Emmy Awards
  - 2021 – Candidatura al miglior film televisivo per Robin Roberts Presents: Mahalia
- Screen Actors Guild Awards
  - 2015 – Miglior cast in una serie commedia per Orange is the new black
  - 2016 – Miglior cast in una serie commedia per Orange is the new black
  - 2017 – Miglior cast in una serie commedia per Orange is the new black
  - 2018 – Miglior cast in una serie commedia per Orange is the new black
  - 2024 – Candidatura alla migliore attrice non protagonista cinematografica per Il colore viola
  - 2024 – Candidatura al miglior cast cinematografico per Il colore viola
- Black Reel Awards
  - 2024 – Miglior interpretazione non protagonista per Il colore viola[33]
  - 2024 – Candidatura alla miglior attrice emergente per Il colore viola
- Critic's Choice Movie Awards
  - 2024 – Candidatura alla migliore attrice non protagonista per Il colore viola[34]
  - 2024 – Candidatura al miglior cast corale per Il colore viola
- Critic's Choice Television Awards
  - 2022 – Candidatura alla miglior attrice in una miniserie o film per la televisione per Robin Roberts Presents: Mahalia[35]
- NAACP Image Award
  - 2016 – Candidatura alla miglior attrice in una serie commedia per Orange is the new black
  - 2018 – Candidatura alla miglior attrice in una serie commedia per Orange is the new black
  - 2019 – Candidatura alla miglior attrice in una serie commedia per Orange is the new black[36]
  - 2022 – Candidatura alla miglior attrice in un film televisivo, serie limitata o speciale drammatico per Robin Roberts Presents: Mahalia
  - 2024 – Candidatura alla miglior attrice non protagonista in un film per Il colore viola[37]
  - 2024 – Miglior cast cinematografico per Il colore viola[38]
- Palm Springs International Film Festival
  - 2023 – Spotlight Award[39][40]
- People Choice Awards
  - 2024 – Candidatura alla miglior interpretazione in un film per Il colore viola[41]
- Satellite Award
  - 2016 – Candidatura alla miglior attrice non protagonista in una serie, miniserie o film prodotto per la televisione per Orange is the new black[42]
  - 2022 – Candidatura alla miglior attrice in una miniserie, serie limitata o film prodotto per la televisione per Robin Roberts Presents: Mahalia
- Saturn Awards
  - 2022 – Candidatura alla migliore attrice non protagonista in una serie in streaming per Peacemaker
- Young Hollywood Award
  - 2013 – Miglior attrice emergente[43]

### Teatro
- Tony Award
  - 2016 – Candidatura alla Tony Award alla miglior attrice non protagonista in un musical per The Color Purple[44]
- Drama Desk Award
  - 2016 – Candidatura alla miglior attrice protagonista in un musical per The Color Purple[45]
- Drama League Awards
  - 2020 – Candidatura per la miglior prestazione illustre per Molto rumore per nulla[46]
  - 2023 – Candidatura per la miglior prestazione illustre per The Piano Lesson[47]
- Outer Critics Circle Award
  - 2016 – Candidatura alla miglior attrice protagonista in un musical per The Color Purple[48]
- Theatre World Award
  - 2016 – Miglior debutto a Broadway[49]

### Cantante
- Grammy Awards[50]
  - 2017 – Miglior album di un musical teatrale per The Color Purple (New Broadway Cast Recording)

## Doppiatrici italiane
Nelle versioni in italiano delle opere in cui ha recitato, Danielle Brooks è stata doppiata da:
- Benedetta Degli Innocenti in Girls, Orange Is the New Black, Master of None, Social Distance, The Home Edit: l'arte di organizzare la casa, Peacemaker, Il colore viola, Un film Minecraft

Da doppiatrice è sostituita da:
- Tenerezza Fattore in Angry Birds - Il film
- Graziella Polesinanti in Close Enough
- Benedetta Degli Innocenti in Troppo cattivi 2